# Radish
Radish est un groupe de post-grunge américain, originaire de Greenville, au Texas. Le groupe, s'autoproclamant « sugar metal », est formé en 1993 par Ben Kweller, John David Kent et Ryan Green. Après quelques albums, Radish se dissout en 1999.

## Biographie
Radish est un groupe de metal, s'autoproclamant « sugar metal », formé en 1993 par Ben Kweller, John David Kent et Ryan Green,. Le trio démarre localement, autour de Greenville, Texas, et enregistre deux albums sortis en indépendant, Hello (1994) et Dizzy (1995), enregistrés avec Martin Baird aux Verge Music Works de Dallas. Durant la sortie de Dizzy, Ryan Green quitte le groupe, préférant se concentrer sur ses études. Lorin Hamilton assure l'intérim pendant quelques mois jusqu'à ce que Bryan Bradford alias Bryan Blur rejoigne le groupe.
Ben envoie une copie de Dizzy au guitariste Nils Lofgren, un ami d'enfance de son père. Nils, impressionné par Radish, les recommande auprès du producteur Roger Greenawalt qui, à cette époque, produisait l'album de Lofgen Damaged Goods. Greenawalt les prend sous son aile et leur permet d'enregistrer une démo qu'il enverra à tous les labels nationaux. Bien accueilli par nombre d'entre eux et après de nombreuses offres plutôt inattendues, Radish finit par signer chez Mercury Records qui leur permettent de sortir Restraining Bolt, leur premier album majeur. Malgré l'engouement suscité par cette signature, et leur apparition dans divers talk shows (The Weird Al Show et le Late Night de Conan O'Brien entre autres), ils ne rencontrent pas le succès escompté. Hormis en Angleterre, où le premier single Little Pink Stars, apparait dans le top 40, suivi par Simple Sincerity qui atteint le top 50. Le groupe part en tournée quelques fois en Europe, faisant également la première partie pour Faith No More et Main Stage au Festival De Reading de 1997. La même année, ils sont nommés dans la catégorie « meilleur nouveau groupe » aux Dallas Observer Music Awards.
En 1998, Joe Butcher (guitariste) et Debbie Williams (bassiste) rejoignent le groupe. Radish part en Alabama, pour enregistrer la suite de Restraining Bolt, Discount Fireworks. S'appuyant notamment sur le producteur Bryce Goggin (Pavement, The Lemonheads). C'est en mixant Discount Fireworks à New York que Kweller et Kent rencontrent le bassiste Josh Lattanzi qui devient le cinquième membre du groupe en tant que dernier bassiste. Mais cet album ne verra jamais le jour, faute à la fusion entre UMG (Universal Music Group) et Polygram. Cette même fusion entraine une restructuration, qui va pousser Radish sur la touche. Après leur départ de chez Mercury, ils participent occasionnellement à quelques shows au Texas. En 1999, Ben déménage dans le nord pour vivre avec sa petite amie et future femme, Liz Smith. Après quelques mois dans le Connecticut, le couple décide de s'installer à Brooklyn, New York où Ben commence sa carrière solo et signe avec le label ATO Records en 2001. De retour au Texas, John Kent commence à écrire et forme le groupe Pony League qui s'est séparé. John Kent dirige le label indépendant Black Land Records et le Vault Recording Studio à Celeste, au Texas.

## Discographie

### Albums studio
- 1994 : Hello
- 1995 : Dizzy
- 1997 : Restraining Bolt

### Singles
- 1996 : Dear Aunt Arctica
- 1997 : Little Pink Stars
- 1997 : Simple Sincerity